# Phyllichthys punctatus
Phyllichthys punctatus es una especie de pez de la familia Soleidae en el orden de los Pleuronectiformes.

## Morfología
Pueden alcanzar los 25 cm de tamaño máximo.

## Distribución geográfica
Se encuentra en las  costas del noroeste de Australia